# سان پدرو د لاتارس
سان پدرو د لاتارس (به اسپانیایی: San Pedro de Latarce) یک شهرستان در اسپانیا است که در استان وایادولید واقع شده‌است.